# Triunia erythrocarpa
Triunia erythrocarpa är en tvåhjärtbladig växtart som beskrevs av D.B. Foreman. Triunia erythrocarpa ingår i släktet Triunia och familjen Proteaceae. Inga underarter finns listade i Catalogue of Life.